# Proceedings of the National Academy of Sciences
Proceedings of the National Academy of Sciences (PNAS, anglicky Sborník Národní akademie věd) je jedním ze světově nejprestižnějších, nejvíce citovaných a komplexních víceoborových vědeckých časopisů. Vychází tiskem týdně, na WEBu denně, vydává ho Národní akademie věd Spojených států amerických a má několik miliónů čtenářů.

## Charakteristika
PNAS byl založen v roce 1914 a publikuje více než 3100 výzkumných prací ročně. Prezentuje výsledky špičkového výzkumu, vědeckých novinek, komentářů, recenzí a perspektiv. Zveřejňuje kolokvia a akce Národní akademie věd USA. Články se řadí do kategorií fyzikálních, společenských a biologických věd. Publikaci v PNAS předchází velmi rigorózní anonymní hodnocení předložených článků a jejich zveřejnění projde velmi kompetitivní selekcí. "Impakt faktor" časopisu, který udává četnost citovanosti jeho článků, je kolem 10, a řadí ho tak spolu s časopisy Science a Nature mezi nejvýše vědecky ceněné multidisciplinární časopisy.

## Zaměření
Hlavní zaměření časopisu je zveřejňování různých vědeckých výzkumů, najdeme v něm však i jiné zprávy a názory související s vědou. Přestože je většina vědeckých časopisů zaměřena na specifické oblasti, PNAS podobně jako americký Science a evropský časopis Nature pokrývají celé spektrum vědeckých disciplín.